# Петрошани (Констанца)
Петрошани (рум. Petroșani) насеље је у Румунији у округу Констанца у општини Делени. Oпштина се налази на надморској висини од 71 m.

## Становништво
Према подацима из 2002. године у насељу је живело 641 становника, од којих су сви румунске националности.